# Tanjungrejo (Loceret)
Tanjungrejo is een bestuurslaag in het regentschap Nganjuk van de provincie Oost-Java, Indonesië. Tanjungrejo telt 3340 inwoners (volkstelling 2010).